# Alberto II da Baviera
Alberto II da Baviera (em alemão:  Albrecht II. von Bayern), (1368 – Kelheim, 12 de janeiro de 1397) foi um membro da Casa de Wittelsbach e que governou, conjuntamente com seu pai, Alberto I da Baviera, os condados da Holanda, Hainaut, e Zelândia nos Países Baixos.
De 1389 até à sua morte, governou também, em nome de seu pai, o ducado da Baviera-Straubing, a linha bávara à qual pertencia.
A sua mãe foi Margarida de Brieg, bisneta de Venceslau II da Boêmia.

## Biografia
Alberto II passou a maior parte da sua vida em Straubing, organizando torneios, planeando a construção de estradas e apoiando a expansão das obras da Igreja. Não interveio nos conflitos internos que envolviam os seus primos, os três filhos de do seu tio Estêvão II da Baviera, mas apoiou a sua guerra contra uma confederação de cidades na Suábia e o arcebispo de Salzburg.
Alberto visitou os Países Baixos várias vezes e lutou contra os Frísios em 1396 juntamente com seu pai e com o seu irmão mais velho Guilherme II.
Alberto morreu em Kelheim, logo após os eu regresso à Baviera.